# Tjaronn Chery
Tjaronn Chery (* 4. června 1988, Den Haag, Nizozemsko) je nizozemský fotbalový záložník se surinamskými kořeny, který v současnosti působí v anglickém klubu Queens Park Rangers FC.

## Reprezentační kariéra
V květnu 2015 jej trenér Guus Hiddink nominoval do tréninkového kempu nizozemského reprezentačního A-mužstva před kvalifikačním utkáním proti Lotyšsku.